# Сивод (Канзас)
Сивод (енгл. Seward) град је у америчкој савезној држави Канзас.

## Демографија
По попису из 2010. године број становника је 64, што је 1 (1,6%) становника више него 2000. године.
| Група             | 2000.      | 2010.       |
| Белци             | 61 (96,8%) | 64 (100,0%) |
| Афроамериканци    | 0 (0,0%)   | 0 (0,0%)    |
| Азијати           | 0 (0,0%)   | 0 (0,0%)    |
| Хиспаноамериканци | 0 (0,0%)   | 0 (0,0%)    |
| Укупно            | 63         | 64          |